# Басмановы-Плещеевы
Басма́новы — московский дворянский род XVI—XVII вв. Род Басмановых-Плещеевых внесён в Бархатную книгу.
Алексей и сыновья его Пётр и Фёдор Басмановы — участники и организаторы «опричнины» Ивана Грозного. Точных дат и причин смерти не сохранилось, но их имена были записаны в поминальную царскую книгу .  
Старший сын Алексея Басманова, Пётр, быстро выдвинулся, как военачальник, и Борис Годунов поставил его во главе войск, боровшихся с Лжедмитрием. В 1604, под Новгородом-Северским, Басманов разбил Лжедмитрия. После смерти Годунова перешёл на сторону Лжедмитрия и вместе с ним погиб (1606).
Фёдор Басманов начал службу с поста рынды, впоследствии стал кравчим и одним из доверенных лиц царя и важным членом опричнины. Был женат на племяннице покойной жены царя Анастасии, Варваре Сицкой. В браке родилось двое сыновей.
Род Басмановых прекратился со смертью в 1642 году вдовствующей и бездетной единственной дочери Ивана Фёдоровича.

## Происхождение фамилии
Происходит от прозвища Басман — в XV—XVII веках на Руси так назывался особого рода хлеб, выпекаемый в дворцовых пекарнях.

## Известные представители
- Плещеев, Даниил Андреевич, прозванный Басманом, взят в плен под Оршей в 1514 г.
  - Басманов, Алексей Данилович (? — 1570) — боярин и воевода Ивана IV, один из инициаторов опричнины.
    - Басманов, Фёдор Алексеевич (Басманов-Плещеев;) ум. 1571?) — опричник, сын Алексея Даниловича Басманова.
    - Басманов, Пётр Алексеевич
      - Басманов, Иван Фёдорович (ум. 1604) — дворянин при дворе русских царей Фёдора I Иоанновича и Бориса Годунова, царский окольничий и воевода Рязанский периода «Смутного времени».
      - Басманов, Пётр Фёдорович